# Salomon Stoddard
Salomon Stoddard (Boston, 27 september 1643 – 11 februari 1729) was de predikant van de congregationalistische Kerk in Northampton. Hij was de grootvader van de bekende puritein Jonathan Edwards. Stoddard was de eerste bibliothecaris van Harvard University en de eerste persoon in de Amerikaanse geschiedenis die onder die titel bekend stond. Hij stond bekend als de Puriteinse paus van de Connecticut vallei.

## Theologie
Stoddard bestreed de stelling van Thomas Hooker dat een zondaar die Christus nog niet met een waar geloof heeft omhelsd, er eerst mee tevreden moet zijn om verdoemd te worden als de eer van God dit vordert. Anders gezegd: Men moest het recht van God liever hebben dan de eigen zaligheid. Salomon Stoddard moest hier echter niets van weten.